# HMS Victory
HMS Victory (Her/His Majesty's Ship, česky loď Jejího/Jeho veličenstva) je řadová loď I. třídy britského královského válečného námořnictva, spuštěná na vodu v roce 1765. V roce 1805 byla během bitvy u Trafalgaru vlajkovou lodí viceadmirála Horatia Nelsona. Od roku 1922 je jako muzejní loď Národního muzea královského námořnictva umístěna v suchém doku v Portsmouth, symbolicky je však stále v aktivní službě a je vlajkovou lodí Prvního námořního lorda. Jedná se tak o nejstarší loď nacházející se v činné službě (nejstarší plovoucí lodí ve službě je americká fregata USS Constitution z roku 1797).

## Konstrukce
V roce 1758 zadala britská vláda v čele s Williamem Pittem starším objednávku na stavbu dvanácti lodí, včetně lodě první třídy, ze které se později stala HMS Victory. Byla to jedna z deseti lodí první třídy, které byly během 18. století zhotoveny. Plány byly vytvořeny podle vzoru HMS Royal George, spuštěné na vodu v roce 1756 v loděnici ve Woolwich. Návrhářem pro Victory se stal Sir Thomas Slade, v té době kontrolor v námořnictvu. Loď byla navržena tak, aby unesla alespoň sto zbraní. Konstrukce probíhala v loděnici Chatham, jejíž komisař byl pověřený přípravou suchého doku vhodného pro stavbu. Ve vedení stavby byl Edward Allin, syn Sira Josepha Allina, bývalého kontrolora v námořnictvu. Lodní kýl byl položen 23. července 1759 v doku Old Single, později přejmenovaný na dok Č. 2 a dnes známý jako dok Victory. Jméno lodi bylo vybráno v říjnu 1760. V roce 1759 se Velké Británii totiž velmi dařilo v Sedmileté válce, dosáhli vítězství v Québecu (v bitvě na Abrahamových pláních) a v Mindenu, ale také i v námořních bitvách v Lagosu a v zátoce Quiberon. Tento rok je mezi Brity známý jako Annus Mirabilis, neboli Báječný rok, a jméno lodi proto mohlo být zvoleno právě jako připomínka těchto vítězství. Také je ale možné, že to bylo proto, že z nabízených sedmi jmen se jediné Victory ještě nepoužívalo. Vyvstaly však také pochyby, zda je toto jméno vůbec vhodné, neboť předchozí loď nesoucí název Victory se v roce 1744 potopila a celá její posádka zahynula na palubě.
Na kostře lodi se podílelo sto padesát dělníků. A okolo šesti tisíc stromů bylo spotřebováno na její stavbu, z čehož byl z devadesáti procent dub, zbytek pak jilm, borovice a jedle, spolu s malým množstvím gvajaku, někdy také přezdívaného strom života. Dřevo trupu držely téměř dvoumetrové měděné šrouby s oporou dřevěných kolíků.  V té době bylo zvykem, že poté, co byla kostra lodi postavena, tak byla zakryta a ponechána pár měsíců bez zasahování, aby mohlo dřevo zaschnout. Blížící se konec Sedmileté války však znamenal, že Victory byla takto ponechána téměř tři roky, což ovšem napomohlo její delší životnosti. Práce se obnovily na podzim 1763 a 7. května 1765 pak byla spuštěna na vodu, za celkovou cenu šedesát tři tisíc sto sedmdesát šest liber a tři šilinky, tedy asi dva miliony korun, což by dnes bylo v přepočtu téměř dvě stě šedesát milionů korun. 
V den vypuštění na vodu si loďař Hartly Larkin, předák lodě pro tuto událost, uvědomil, že loď možná neprojde branami doku. První hrubá měření potvrdila jeho obavy, neboť brány byly nejméně o 25 centimetrů moc úzké. Předal tuto novinku svému nadřízenému, mistru loďaři Johnu Allinovi, který následně zvažoval, že by úplně upustili od spuštění Victory na vodu. Larkin se tedy vydal požádat o pomoc každého dostupného loďaře, kteří pak osekali svými teslicemi brány doku natolik, aby loď mohla bezpečně proplout. Nicméně, samotné spuštění na vodu odhalilo závažné problémy v návrhu lodi, včetně výrazného náklonu na pravobok a náchylnost se do vody ponořit až moc – natolik, že její spodní střílny byly jen 1,4 metru nad hladinou vody. První z těchto problémů byl napraven hned po spuštění zvýšením lodního balastu, aby se loď usadila na kýlu. Druhý problém nemohl být napraven. Namísto toho bylo zaneseno do lodních instrukcí, že tyto střílny musí na rozbouřeném moři zůstat zavřené a nepoužité, což ovšem mohlo omezit palebnou sílu lodi. Ve skutečnosti však žádná z bitev, ve kterých Victory za dobu svého působení bojovala, nebyla vedena na rozbouřeném moři.
Jelikož pro loď nebylo okamžitého využití, Victory byla umístěna mimo provoz a ukotvena na řece Medway. Během následujících čtyř let pokračovaly finální úpravy, načež byla v roce 1769 provedena zkouška na vodě, po které se ovšem vrátila zpět do svého přístaviště v Medway. Zůstala tam až do chvíle, kdy se Francie v roce 1778 zapojila do Americké války za nezávislost.

## Aktivní služba

### Raná služba

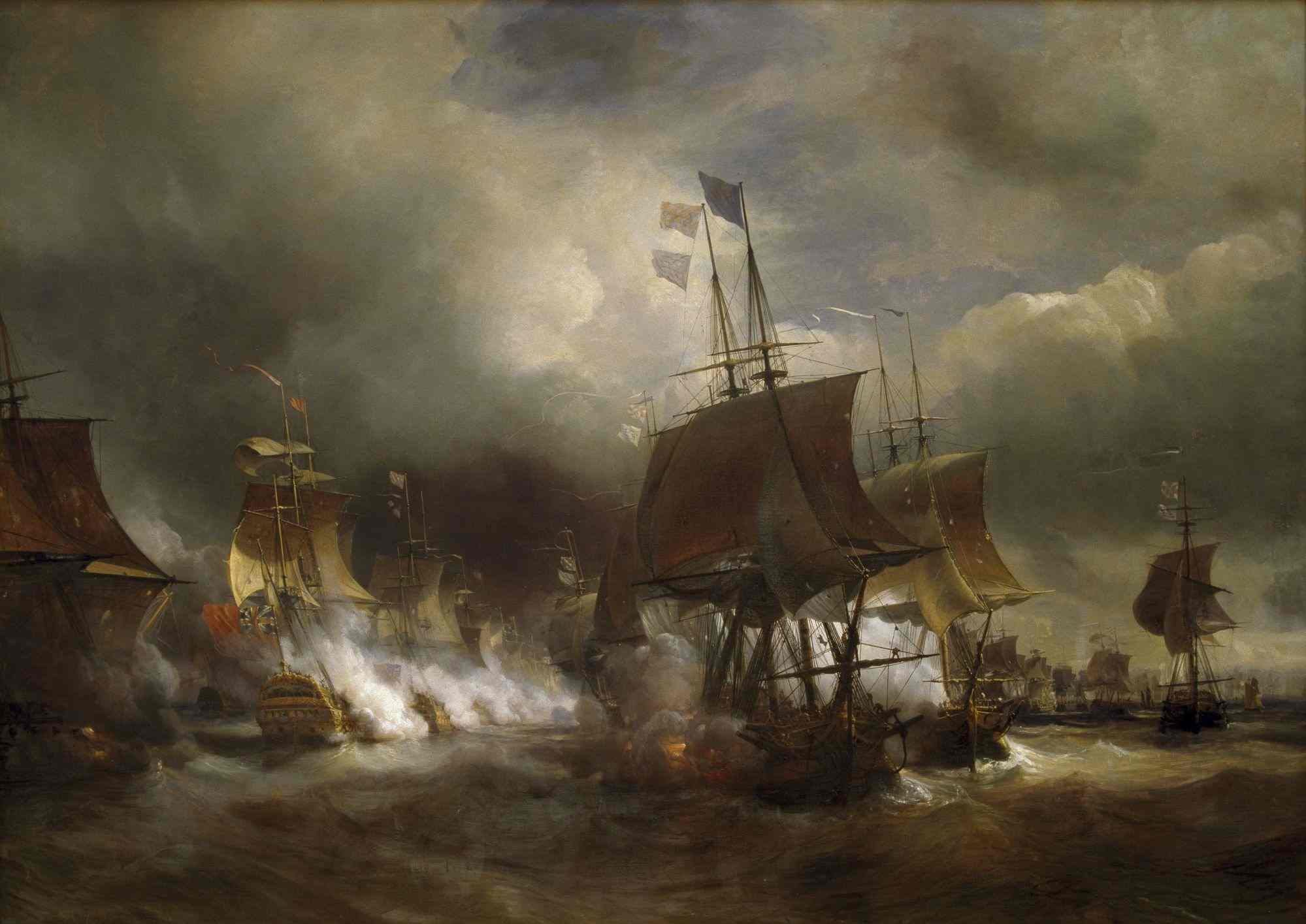
První bitva u Ushantu, Theodore Gudin, 1778. Admirál Keppel byl za to, že nechal francouzskou flotilu uniknout, postaven před válečný soud, ale později byl očištěn.

#### První bitva u Ushantu
Victory byla povolána do aktivní služby v březnu 1778 v čele s kapitánem sirem Johnem Lindsayem v souvislosti s americkou válkou za nezávislost, když se Francie začala angažovat po boku vzbouřených kolonií. Byla tedy povolána v rámci obecné mobilizace proti francouzské hrozbě. Účastnila se tak bojů proti francouzskému loďstvu ve snaze zabránit Francii v zásobování a podpoře kolonistů. Zařazení do služby zahrnovalo její vyzbrojení plným počtem litinových děl s hladkým vývrtem. Její výzbroj měla tvořit třicet 42librových děl (zhruba 19 kg) na spodní palubě, dvacet osm 24librových dlouhých děl (zhruba 11 kg) na střední palubě a třicet 12librových děl (zhruba 5 kg) na horní palubě spolu s dvanácti 6librovými (necelé 3 kg) děly na čtvrtpalubí a přídi. V květnu 1778 byla 42librová děla nahrazena 32librovými (zhruba 15 kg), ale v dubnu 1779 byla 42librová děla znovu nasazena, nicméně 42librových děl však nebylo k dispozici dostatek, a tak byla opět nahrazena 32librovými.
Sir John Lindsay si svou pozici udržel až do května 1778, kdy admirál Augustus Keppel jmenoval Victory svou vlajkovou lodí a určil kontradmirálem Johna Campbella (na pozici prvního kapitána) a kapitána Jonathana Faulknora (na pozici druhého kapitána). Keppel vyplul na moře ze Spitheadu 9. července 1778 se silou asi dvaceti devíti řadových lodí. Dne 23. července pak byla asi 160 km západně od Ushantu spatřena francouzská flotila o zhruba stejné síle. Francouzský admirál Louis Guillouet, hrabě z Orvilliers, který měl rozkazy se vyhnout střetu, byl odříznut od Brestu, ale podařilo se mu udržet si svou výhodnou pozici. Manévrování bylo ztíženo měnícími se větry a silným deštěm, a nakonec s Brity v koloně a zmatenými Francouzi byla bitva nevyhnutelná. Přesto se Francouzům podařilo projet okolo britské kolony s jejich nejpokročilejšími loděmi. Okolo čtvrt na dvanáct Victory zahájila sto deseti zbraněmi palbu na loď Bretagne, což bylo následováno odvetou lodě Ville de Paris s devadesáti zbraněmi. Britové unikli s malými ztrátami, ale zadní divize sira Hugha Pallisera utrpěla značné ztráty. Keppel zavelel k pronásledování Francouzů, ale Palliser rozkaz neuposlechl a k ničemu tedy nedošlo. Po bitvě byl Keppel  postaven před vojenský soud a později očištěn a Palliser byl při vyšetřování kritizován, načež se aféra změnila v politický spor.

#### Druhá bitva u Ushantu
V březnu 1780 byl  její trup pod čarou ponoru v suchém doku pokryt měděnými pláty pro lepší ochranu před mořským „červotočem“, měkkýšem
sášní lodní (Teredo navalis), který ničil dřevěnou konstrukci, a před obrůstáním korýši (lat. cirripedia, angl. barnacles) – zejména vilejšem stvolnatým, a mořskými řasami řasami (algae), které způsobovaly výrazné snížení rychlosti lodí.
Pod velením kapitána Henryho Cromwella a nesoucí vlajku kontradmirála Richarda Kempenfelta loď 2. prosince 1781 vyplula společně s jedenácti dalšími řadovými loděmi, lodí čtvrté třídy o padesáti dělech a pěti fregatami, aby zadržela francouzský konvoj, který vyplul 10. prosince z Brestu. Aniž by Kempenfelt věděl, že je konvoj chráněn dvaceti jedna řadovými loděmi pod velením Luca Urbaina de Bouexic, hraběte z Guichen, nařídil lodě dohonit. Když pak byli 12. prosince spatřeni, bitva začala. Kempenfelt došel k závěru, že mají Francouzi přesilu, a tak se spokojil se zajetím patnácti lodí konvoje. Francouzi byli rozprášeni vichřicí, a tudíž nuceni se vrátit domů.

#### Obléhání Gibraltaru
Výzbroj Victory byla mírně vylepšena v roce 1782 nahrazením všech jejích 6librových kanonů za 12librové. Později také obdržela dvě karonády střílející 31 kg těžkou kulatou střelu.
V říjnu 1782 byla Victory pod velením admirála Richarda Howea vlajkovou lodí mocné doprovodné flotily pro konvoj transportů, který během blokády francouzskou a španělskou armádou dovážel zásoby do Gibraltaru. Nesetkala se s žádným odporem a všechny zásoby byly v pořádku dovezeny. Pouze při jejím odjezdu došlo k menšímu střetu, a to v bitvě u mysu Spartel, ovšem Victory nemusela ani vystřelit. Britské lodě měly rozkaz vrátit se domů, a také se jim to bez většího incidentu podařilo.

#### Bitva u mysu svatého Vincenta

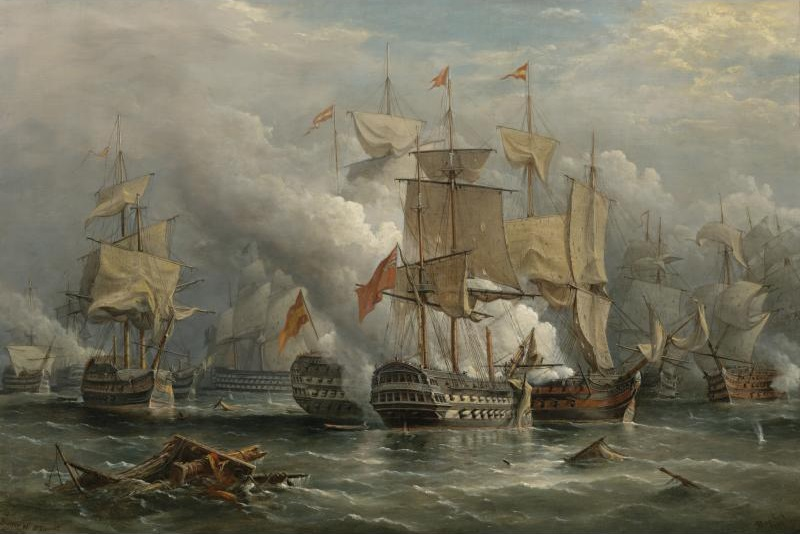
Bitva u mysu svatého Vincenta, Richard Brydges Beechey, 1881

Celý článek: Bitva u mysu svatého Vincenta (1797)
V roce 1796 veleli lodi pod vlajkou admirála sira Johna Jervise kapitán Robert Calder (první kapitán) a kapitán George Grey (druhý kapitán). Do konce roku však postavení Britů v oblasti Středozemního moře bylo neudržitelné. Jervis se se svou flotilou umístil u mysu svatého Vincenta, aby zabránil Španělům v plavbě na sever a Horatio Nelson dohlížel na evakuaci Elby. Po evakuaci se Nelson na palubě HMS Minerve vydal k Gibraltaru. Když se dozvěděl, že se španělské flotile několik dní zpět podařilo proplout, vydal se 11. února setkat se s Jervisem. Španělská flotila, kterou východní větry vychýlily z kurzu, se té noci blížila ke Cádizu. Tma a hustá mlha Nelsonovi umožnily proklouznout, aniž by byl spatřen nepřítelem a připojit se následně 13. února k Jervisovi. Jervisova flotila byla mezitím 5. února posílena pěti loděmi z Británie pod vedením kontradmirála Williama Parkera, což znamenalo, že měl k dispozici 15 řadových lodí.
Dalšího rána rozdělil své lodě do dvou sloupců a na palubě Victory pronesl motivující řeč o tom, jak je vítězství pro Anglii důležité. Nebyl si však vědom toho, jak velkému loďstvu čelí a okolo sedmé hodiny ranní pak dostal zprávu, že pět španělských bojových lodí míří na jihovýchod. Okolo deváté hodiny pak první z lodí již byly vidět z vrcholku stěžně, a k jedenácté hodině vydal rozkaz zaujmout pozici k boji. Když byly Robertu Calderovy na dohled všechny lodě, tak Jervisovi předával zprávu o jejich počtu, ale když došel k číslu dvacet sedm, Jervis prý odpověděl: „Dost, sire. Kostky jsou vrženy a jestli je tam padesát lodí, tak jimi propluji.“ Španělé však byli zaskočení, neboť pluli rozdělení do dvou divizí s mezerou mezi sebou, kterou se Jervis chystal využít. V lodním deníku je zaznamenáno, jak Victory zastavila španělskou divizi a zasáhla lodě vpředu i vzadu, zatímco Jervisovy soukromé memoáry říkají, že výstřel z Victory vyděsil španělskou loď Principe de Asturias natolik, že „stáhla ráhna lodě, uprchla z bitvy a už se nevrátila.“
Jervis si uvědomil, že hlavní část nepřátelské flotily může nyní proplout za zádí a znovu se spojit, a proto nařídil svým lodím změnit kurz, ale sir Charles Thompson, který vedl zadní divizi, mu nevyhověl. Zbytek lodí pak zůstal v rozpacích, zda vyhovět admirálovu signálu, anebo uposlechnout velitele jednotky. První, kdo uposlechl admirálův rozkaz a zaútočil byl Nelson, který byl převelen na HMS Captain, další lodě pak následovaly jeho příkladu. Nejen, že Britská flotila dosáhla svého cíle zabránit Španělům připojit se v průlivu k jejich francouzským a holandským spojencům, ale také se jí podařilo zajmout čtyři lodě. Na palubě těchto čtyřech lodí zemřelo 261 námořníků a 342 jich bylo zraněno, což bylo více než úplný součet Britských obětí této bitvy, tedy 73 mrtvých a 327 zraněných. Na Victory došlo pouze k jednomu úmrtí, a to dělovou koulí, která sice těsně minula Jervise, ale připravila o hlavu námořníka stojícího poblíž.

### Rekonstrukce
Po návratu do Anglie prošla Victory prohlídkou plavební způsobilosti, kde byly odhaleny zásadní problémy v jejím záďovém dřevu. Byla prohlášena nezpůsobilou aktivní služby a zakotvena v loděnici v Chathamu. Dlouhá služba (od roku 1778 do roku 1798, kdy se Victory zúčastnila tří velkých bitev a několika menších) se podepsala na jejím stavu, a proto bylo v prosinci 1798 rozhodnuto, že bude přestavěna na nemocniční loď pro zraněné francouzské a španělské válečné zajatce.
„Také jsem si všiml, že loď je na zádi velmi slabá, příčníky mezi spodní a střední palubou se velmi prohýbají.“
Námořní architekt sir Robert Seppings, popisující závady na palubě Victory, září 1796.
Nicméně, 8. října 1799 přišli Britové o HMS Impregnable, řadovou loď I. třídy, poté, co při zpáteční cestě do Portsmouth po doprovodu konvoje do Lisabonu, najela v Chichesteru na mělčinu. Nepodařilo se jí dostat zpět na hladinu, a proto byla rozebrána. V pozici bez trojpalubní řadové lodě se britská admiralita rozhodla opravit Victory. Práce začaly v roce 1800, ale s tím, jak postupovaly, se nacházelo více a více defektů, až se opravy změnily ve velmi rozsáhlou rekonstrukci. Původní odhad nákladů se z tehdejších 23,5 tisíce liber vyšplhal až na celkovou cenu přes 70 tisíc liber. Byly přidány střílny, počet tedy navýšen ze sta na sto čtyři, sklad střelného prachu byl obložen měděnými plechy. Otevřené galerie na zádi byly odstraněny, její galionová figura a stěžně nahrazeny a dosavadní okrový nátěr nahrazen žluto-černým, který můžeme vidět dnes. Její střílny byly původně žluté, aby ladily s trupem lodi, ale později byly přemalovány na černo, z čehož vznikl vzor později nazývaný „Nelsonova šachovnice“. V dekádě po bitvě u Trafalgaru byl tento vzor u lodí královského námořnictva velmi populární. Práce na Victory byly dokončeny v dubnu 1803 a loď se s novým kapitánem Samuelem Suttonem vydala do přístavu Portsmouth.

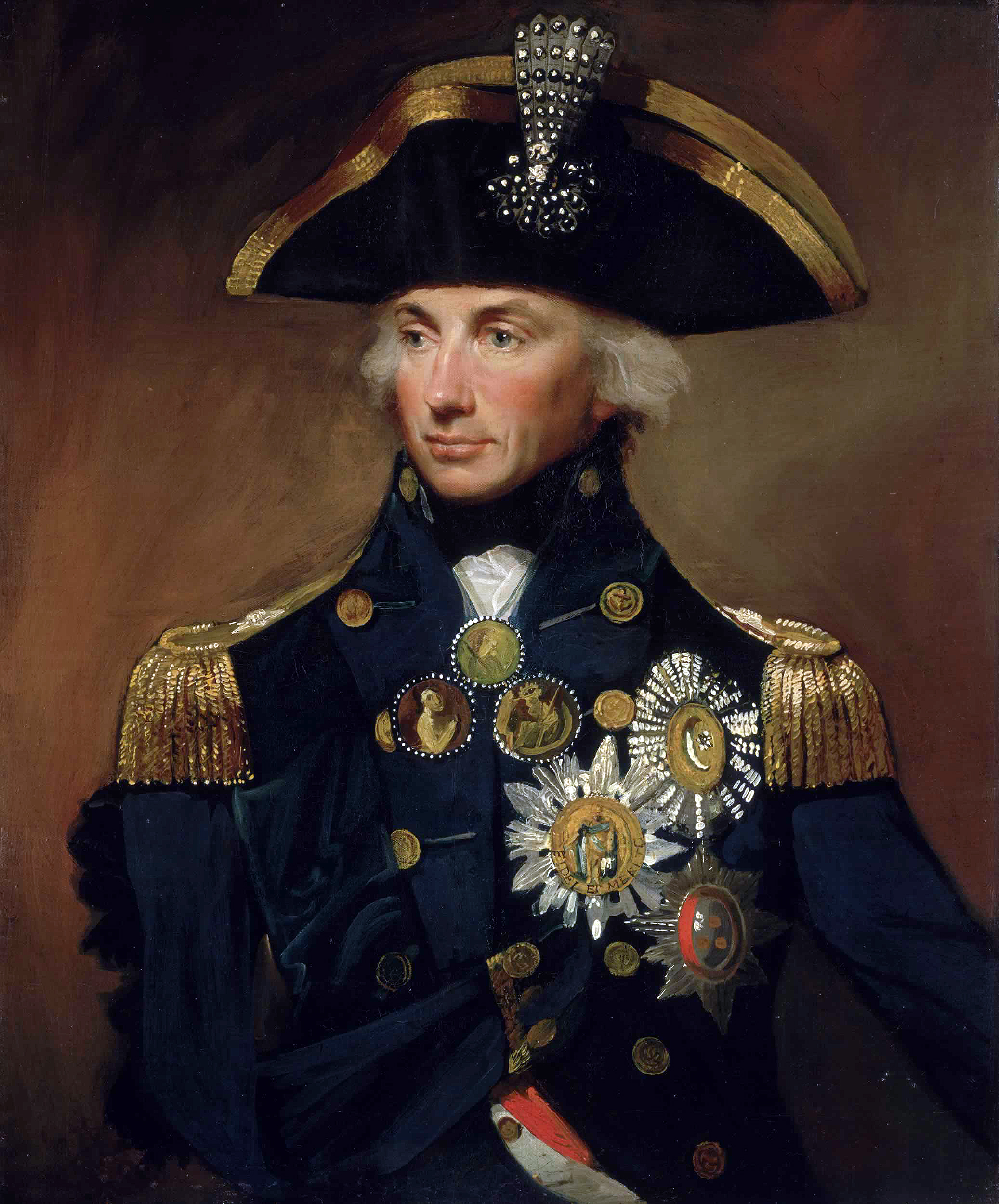
Viceadmirál Horatio Nelson vztyčil nad Victory svou vlajku dvakrát.

### Nelson a Trafalgar
Viceadmirál Nelson vyvěsil svou vlajku na Victory 18. května 1803, kdy byla opět zařazena do válečné floty. Jako vlajkového kapitána si zvolil Samuela Suttona. V Depeších a dopisech viceadmirála lorda Nelsona (svazek 5, strana 68) se píše: „v pátek 20. května ráno... Nelson ... vstoupil na palubu. V sobotu 21. (tj. odpoledne 20.) zvedli kotvy. Vypluli ze Spitheadu ... když se připojila loď H.M.Ship Amphion a pokračovala na moře společně s námi“ – z lodního deníku Victory. Victory měla rozkaz setkat se s Cornwallisem u Brestu, ale ani po dni hledání se jí nepodařilo ho najít. Nelson, v úzkosti dosáhnout Středozemního moře včas, se u Ushantu rozhodl přelodit na HMS Amphion. V Depeších a dopisech (viz výše) se na straně 71 se píše: „Úterý 24. května (tj. 23. května odpoledne) zastavili v driftu v 7:40, spušteny čluny. Admirál přesunul svou vlajku na Amphion. V 7:50 vstoupil lord Nelson na palubu Amphionu, vztyčil vlajku a vyplul – lodní deník.“
28. května zajal kapitán Sutton francouzskou loď Ambuscade o 32 dělech mířící do Rochefortu. Victory se připojila zpět k lordu Nelsonovi u Toulonu, kde si 31. července vyměnil kapitán Sutton velení s kapitánem Amphionu Thomasem Mastermanem Hardym a Nelson tedy opět vyzdvihl nad Victory svou vlajku.
Victory proplouvala 4. dubna 1805 okolo ostrova Toro poblíž Mallorcy, kdy HMS Phoebe přivezla novinu, že francouzská flotila pod vedením Pierra-Charlese Villeneuva uprchla z Toulonu. Zatímco Nelson směřoval k Sicílii, aby viděl, jestli Francouzi míří do Egypta, Villeneuve vjížděl do Cádizu spojit se se španělskou flotilou. 9. května se pak k Nelsonovi dostala z HMS Orpheus zpráva, že Villneuve opustil Cádiz již před měsícem. Britská flotila doplnila zásoby v zátoce Lagos v Portugalsku a 11. května vyplula s deseti loděmi a třemi fregatami na západ, aby pronásledovala spojenou francouzsko-španělskou flotilu čítající 17 lodí. Načež dorazili do Západní Indie, jen aby zjistili, že je nepřítel již zpět na cestě do Evropy, kde na ně už v Boulogne čekal Napoleon Bonaparte se svou invazní jednotkou.
Dne 22. července nedaleko města Ferrol se francouzsko-španělská flotila utkala v mlze s eskadrou admirála sira Roberta Caldera, bitva u mysu Finisterre však skončila nerozhodně a flotila se pak uchýlila do Viga a Ferrolu. Calder se 14. srpna připojil k flotile admirála Williama Cornwallise u Ushantu, Nelson ho pak následoval o den později. Nelson pokračoval na Victory do Anglie, a zanechal proto svou středomořskou flotilu Cornwallisovi, který oddělil dvacet ze svých třiceti tří řadových lodí a poslal je pod Calderovým velením najít spojenou flotilu ve Ferrolu. Dne 19. srpna přišla znepokojivá zpráva, že nepřítel odtud vyplul, po níž ovšem následovala úleva, když o dva dny později dorazil do Cádizu. V sobotu 28. září večer se lord Nelson v tichosti, aby se o jeho přítomnosti nevědělo, připojil k flotile lorda Collingwooda u Cádizu.

#### Bitva u Trafalgaru

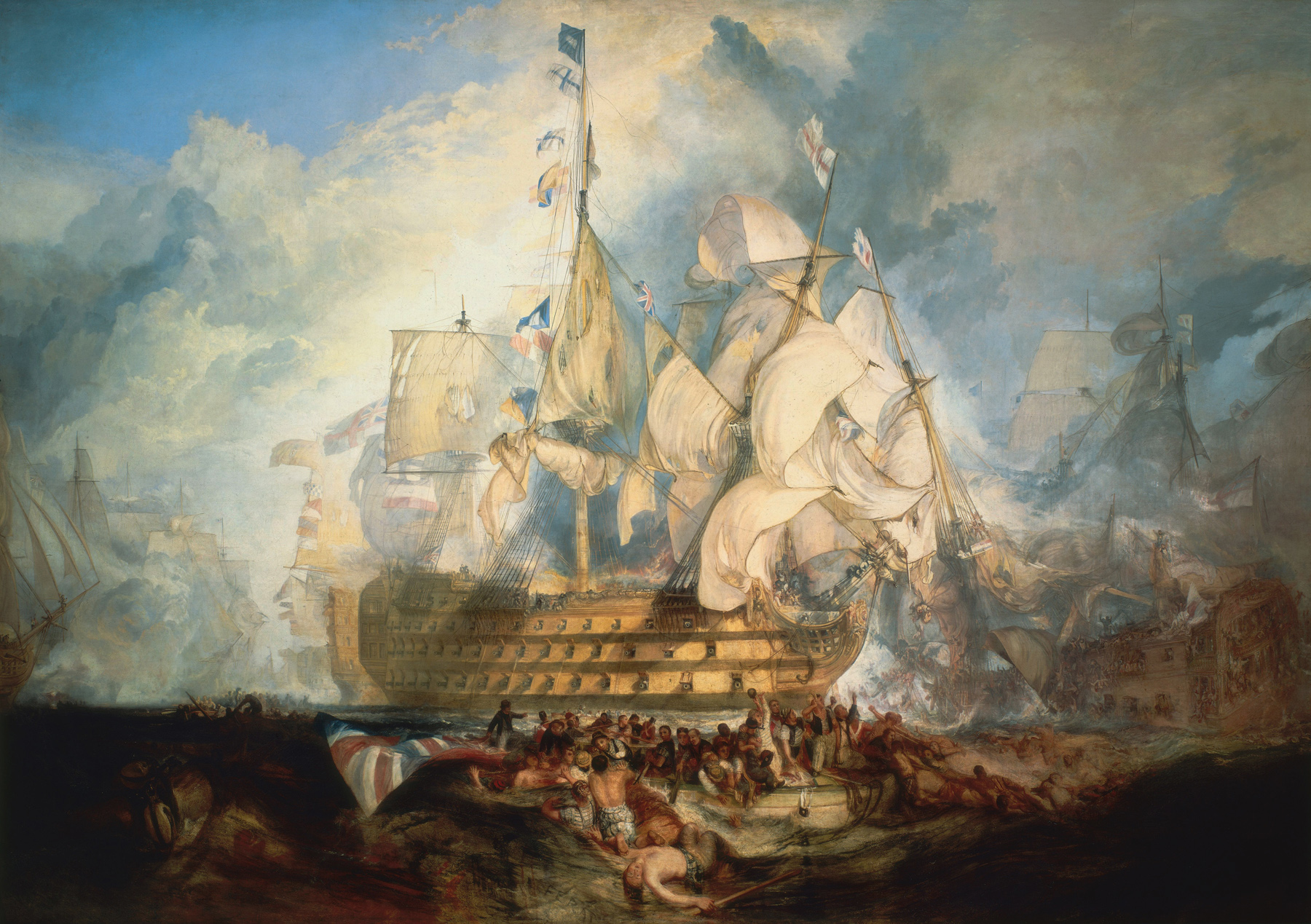
Bitva u Trafalgaru, J. M. W. Turner (1822-1824)

Celý článek: Bitva u Trafalgaru (1805)
Poté, co se Villeneuveovi donesla zpráva, že bude zbaven velení, vyplul 19. října na moře a když poslední loď okolo poledne následujícího dne opustila přístav, zadal kurz směr Středozemní moře. Britské fregaty měly rozkaz sledovat pozici nepřítelovy flotily, když však byly okolo sedmé hodiny večerní spatřeny, byl vydán rozkaz zaujmout bojovou pozici. Nad ránem 21. října hlavní flotila britského loďstva, která byla mimo dohled plující asi 16 km paralelně od boje, změnila kurz směrem k bitvě. Nelson už měl ale představu o taktice: prorazit nepřátelskou linii asi dvě nebo tři lodě před jejich vrchním velitelem ve středu a dosáhnout vítězství dříve, než jim mohla přijít pomoc. V šest hodin ráno vydal Nelson rozkaz utvořit dva sloupce.
Kvůli silnému větru to šlo pomalu a více než šest hodin se obě kolony britských lodí pomalu přibližovaly k francouzské linii, než HMS Royal Sovereign, vedoucí kolonu v závětří, mohla zahájit palbu na loď Fougueux. O přibližně třicet minut později Victory prolomila linii mezi francouzskou vlajkovou lodí Bucentaure s 80 děly a lodí Redoutable se 74 děly a vypálila ze svých děl tak blízko, že plameny z děl ožehly okna francouzské vlajkové lodi dříve, než dorazila tlaková vlna a dělové koule. Děla Victory na levoboku vypálila ničivou palbu, která zasáhla Bucentaure a vyrazila do lodi díru popsanou jako „dost velkou na to, aby jí projel kočár se čtyřmi koňmi.“ Smršť dělových koulí a střel vyřadila děla Bucentaure a rozmetala její posádku, přičemž během několika vteřin zabila a zranila přibližně 300 až 450 mužů z celkové posádky o téměř 800 mužích a vyřadila francouzskou vlajkovou loď z provozu. Ve tři čtvrtě na jednu byl Nelson postřelen, osudná kulka z muškety mu pronikla do levého ramene a zarazila se mu do páteře. Zemřel o půl páté. Na čtvrté palubě Victory se odehrávalo takové zabíjení, že se posádka Redoutable pokusila nalodit, ale jejich snaha byla zmařena příchodem Eliaba Harveyho na HMS Temeraire, jejíž bok francouzskou loď zničil. Poslední Nelsonův rozkaz zněl, aby flotila zakotvila, ale viceadmirál Cuthbert Collingwood jej zrušil. Na palubě Victory při bitvě zemřelo 57 námořníků a 102 jich bylo zraněno. Victory byla v bitvě těžce poškozena a nebyla schopna samostatného pohybu. HMS Neptune ji proto odtáhla na opravu do Gibraltaru. Victory pak převezla Nelsonovo tělo do Anglie, kde byl po uložení v Greenwichi 9. ledna 1806 pohřben v katedrále svatého Pavla.

## Po Trafalgaru
Po bitvě u Trafalgaru zůstala loď v aktivní službě až do roku 1812, kdy byla zakotvena v Portsmouth, kde dále sloužila jako plovoucí sklad. V letech 1889–1904 sloužila jako stacionární školní loď pro výcvik námořních signalistů. Odstavená loď poté již jen chátrala. Roku 1921 byla zahájena kampaň na její záchranu a britská vláda nakonec souhlasila s rekonstrukcí Victory do stavu, v jakém se účastnila své nejslavnější bitvy.
V lednu 1922 byla zatažena do suchého doku, aby mohla být restaurována. Již v této době patřila mezi nejstarší existující lodě, majíc již za sebou od spuštění na vodu 157 let. Roku 1928 mohl král Jiří V. slavnostně odhalit Victory v její plné kráse. Obnovovací práce dále pokračovaly pod dohledem Society for Nautical Research (která byla i za kampaní, jež vedla k záchraně lodi).
V roce 1941 způsobily bomby svržené Luftwaffe na Londýn poškození trupu Victory, jež se nacházela v suchém doku. Zatímco německá propaganda tvrdila, že loď byla zcela zničena, britská admiralita tuto zprávu popřela.
Plavidlo funguje jako námořní muzeum a zároveň je stále vedena jako válečná loď v aktivní službě. Je vlajkovou lodí Prvního námořního lorda. Dnešní vzhled lodi však neodpovídá stavu u Trafalgaru zcela přesně, např. z estetických důvodů bylo ponecháno nízké zábradlí místo vyššího a plného pažení (barricade) na příďové i záďové palubě, které loď získala během rozsáhlých oprav v letech 1800–1803.
Victory prochází patnáctiletým restaurátorským programem. Roku 2021 byly sejmuty stožáry. Práce na trupu byly zahájeny roku 2022, přičemž se ukázalo, že plavidlo je v mnohem horším stavu, než se předpokládalo. Poškození je nejrozsáhlejší na pravoboku.

## Galerie

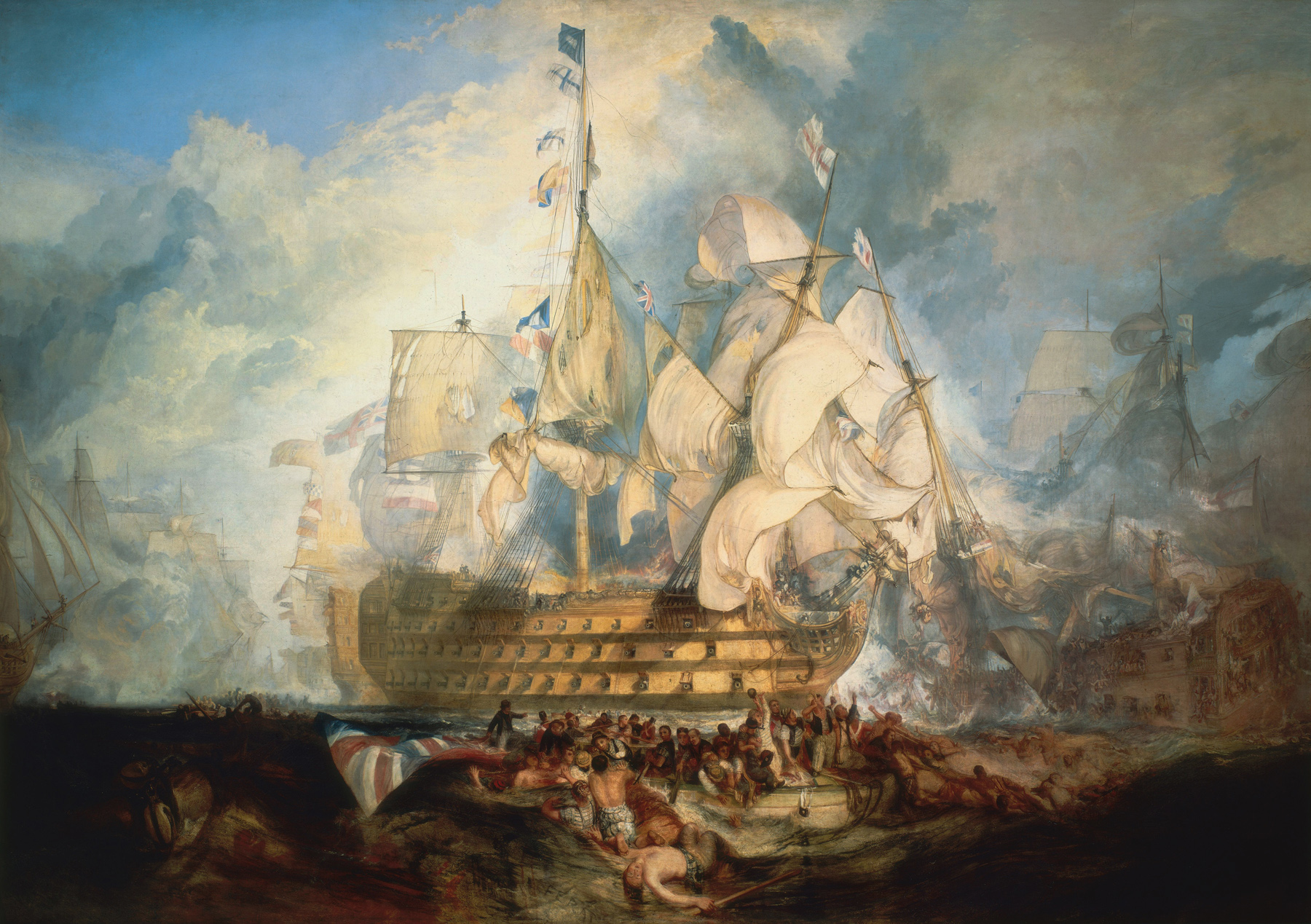
Malba bitvy o Trafalgar s lodí Victory (J. M. W. Turner, 1822)
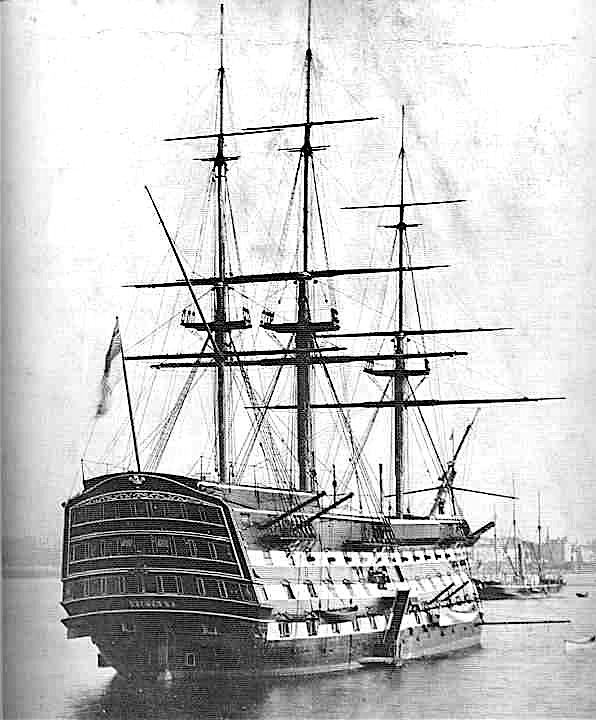
HMS Victory (1884)
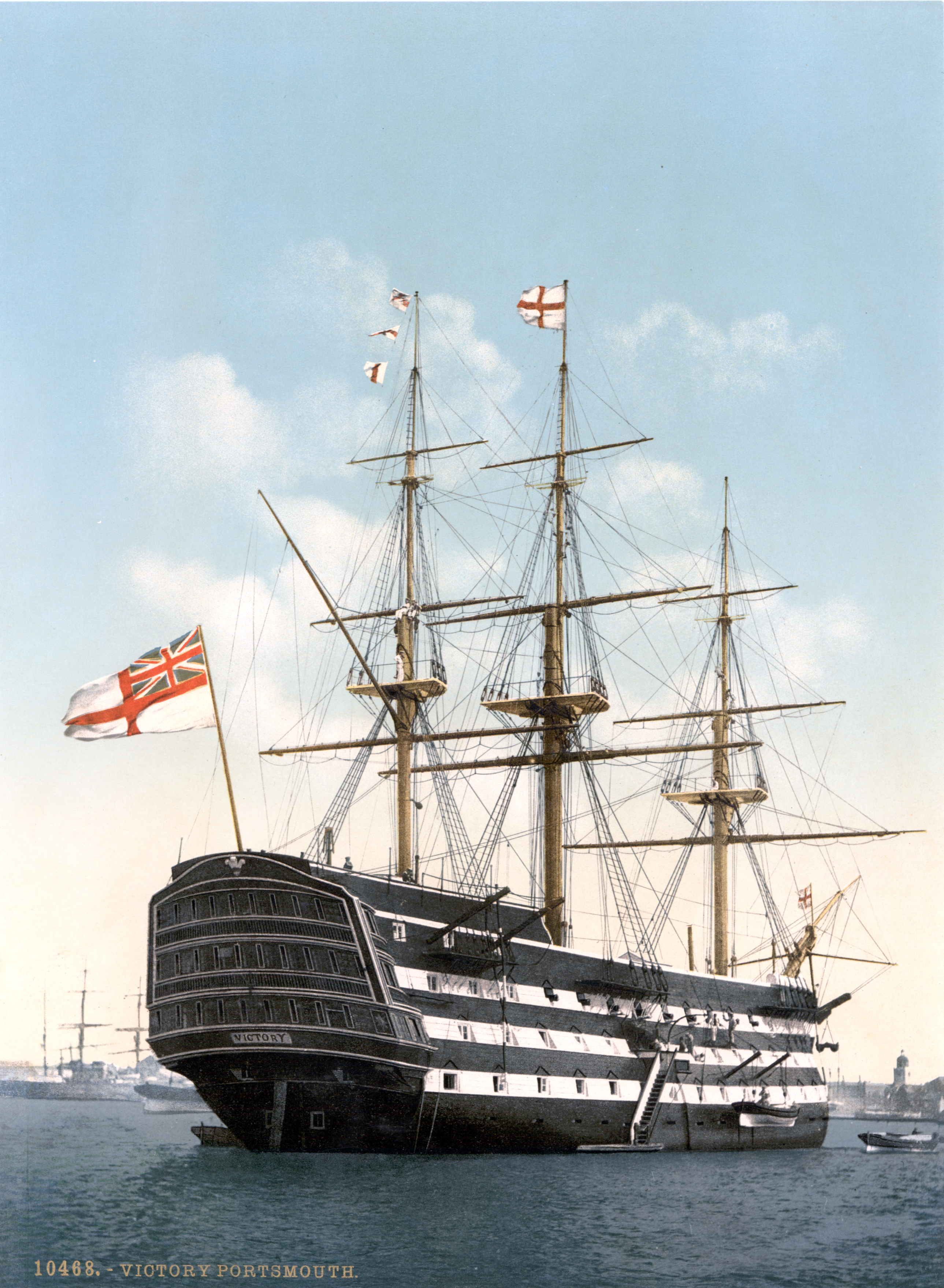
HMS Victory (1900)
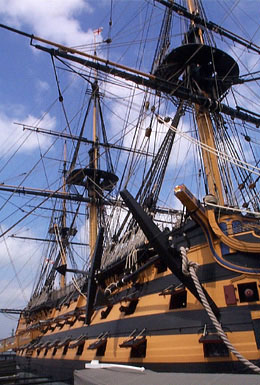
HMS Victory bok lodě (2005)
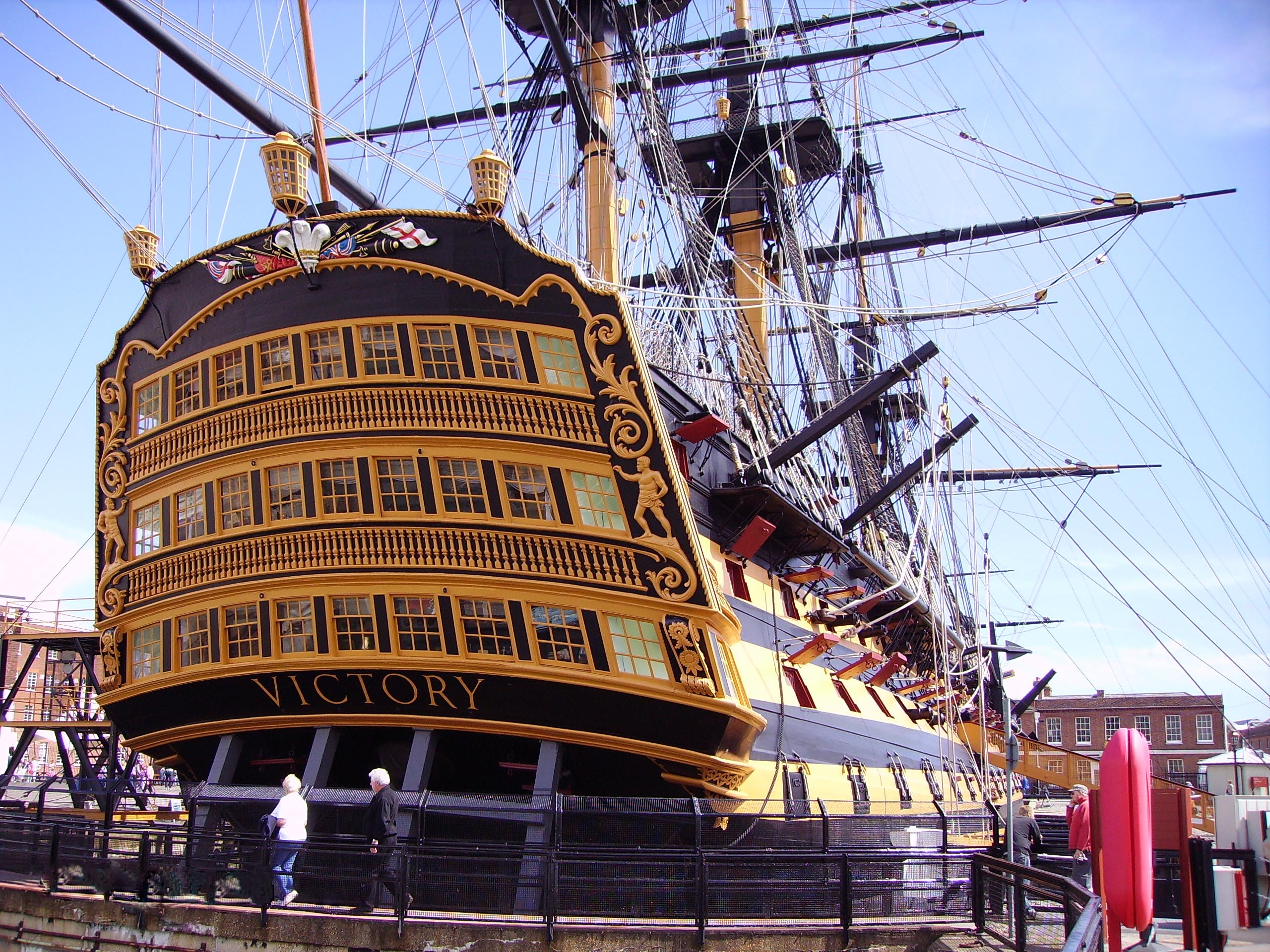
HMS Victory záď lodě (2005)
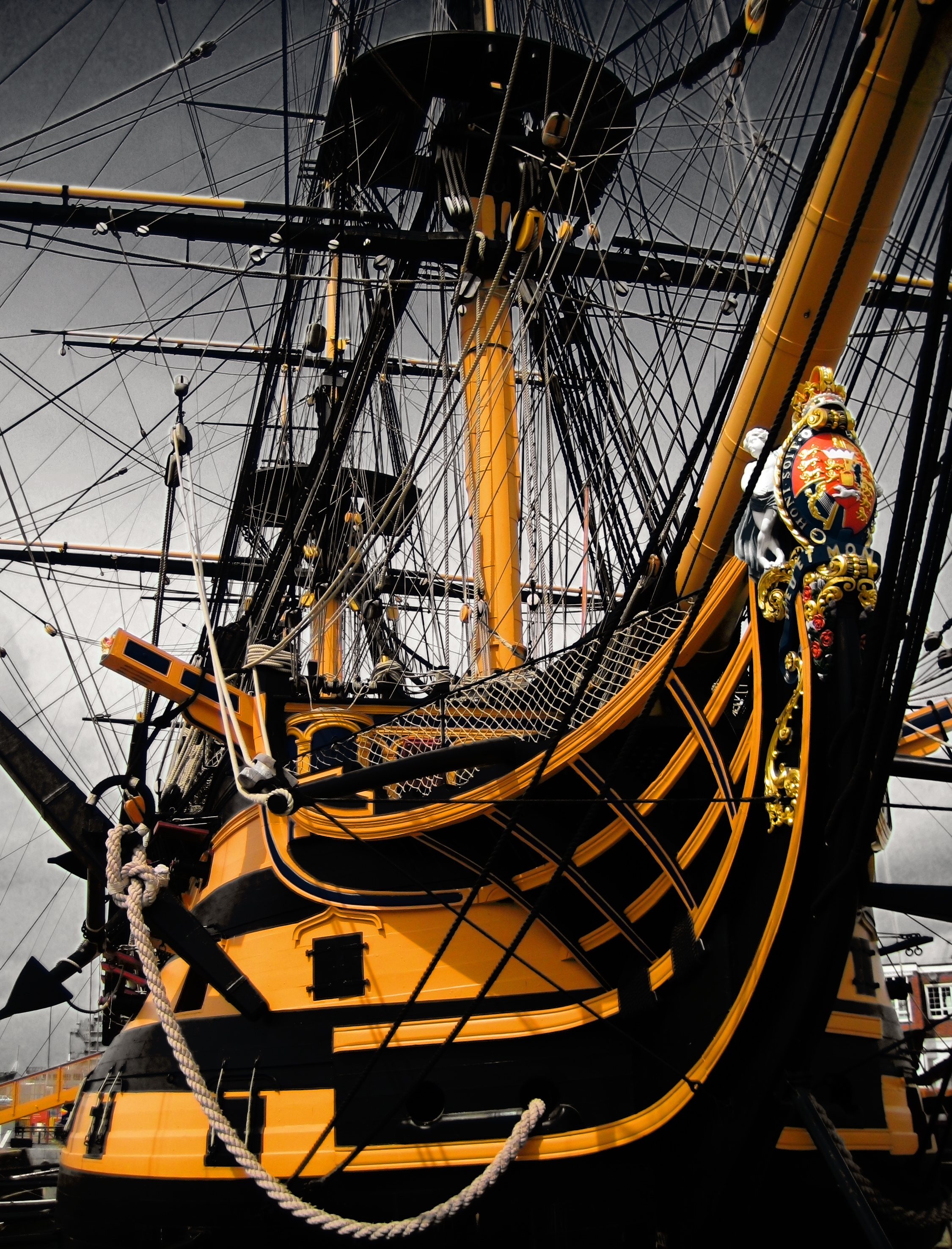
HMS Victory detail přídě (2005)
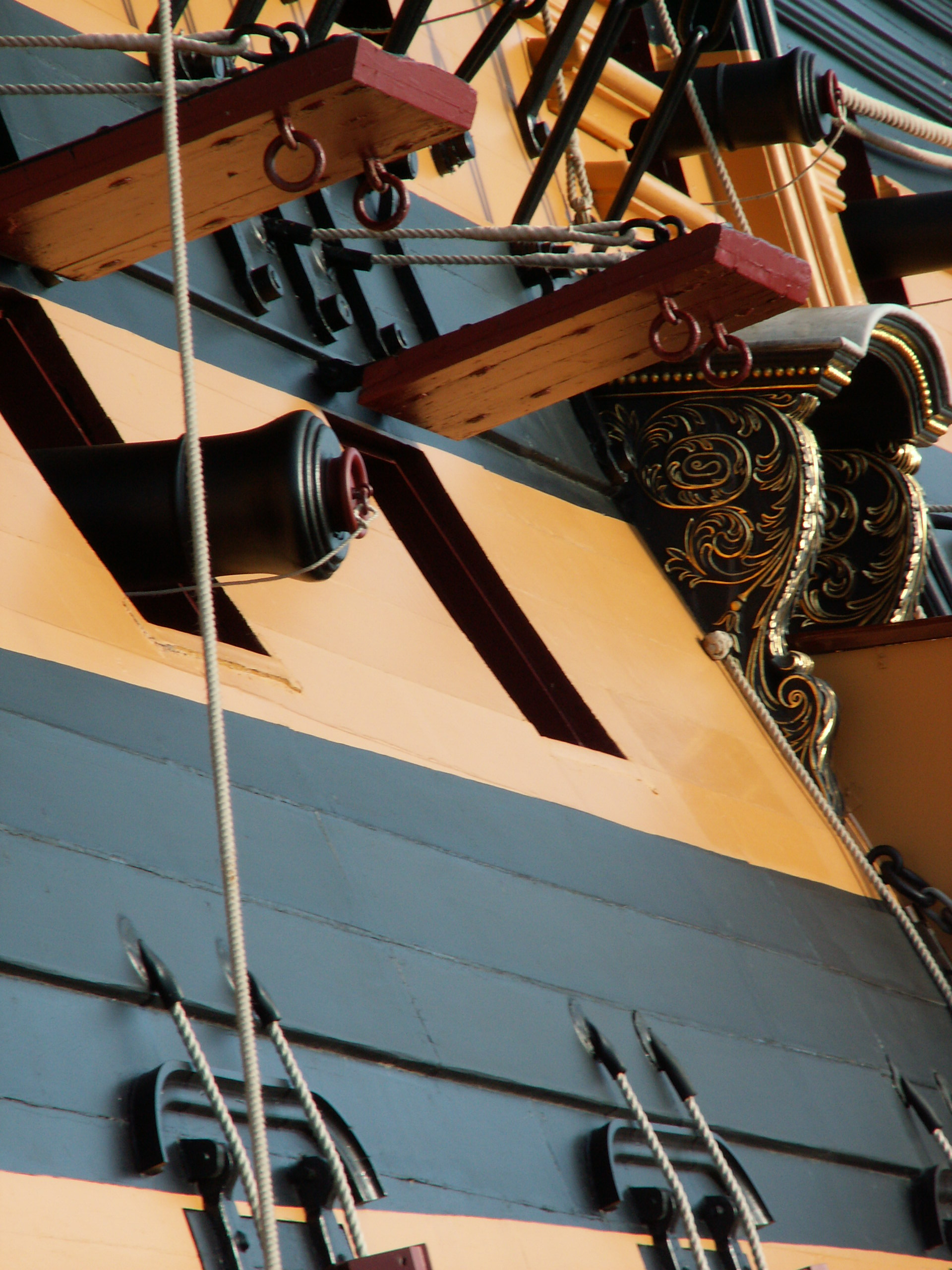
HMS Victory detail dělových střílen (2005)

## Admirálové, kteří vztyčili na HMSVictorysvou vlajku
| Seznam admirálů                                                                                | Seznam admirálů   | Seznam admirálů   |
| Admirál                                                                                        | Od                | Do                |
| ---------------------------------------------------------------------------------------------- | ----------------- | ----------------- |
| Admirál Augustus Keppel                                                                        | 16. květen 1778   | 28. říjen 1778    |
| Admirál sir Charles Hardy                                                                      | 19. březen 1779   | 14. květen 1780   |
| Admirál sir Francis Geary                                                                      | 24. květen 1780   | 28. srpen 1780    |
| Kontradmirál Francis William Drake                                                             | 26. září 1780     | 29. prosinec 1780 |
| Viceadmirál sir Hyde Parker                                                                    | 20. březen 1781   | 31. květen 1781   |
| Komodor John Elliott                                                                           | Červen 1781       | Srpen 1781        |
| Kontradmirál Richard Kempenfelt                                                                | 10. září 1781     | 11. březen 1782   |
| Admirál Richard Howe                                                                           | 20. duben 1782    | 14. listopad 1782 |
| Admirál Richard Howe                                                                           | Červenec 1790     | Srpen 1790        |
| Admirál Samuel Hood                                                                            | Srpen 1790        | Srpen 1791        |
| Kontradmirál sir Hyde Parker                                                                   | 6. únor 1793      | Květen 1793       |
| Admirál Samuel Hood                                                                            | 6. květen 1793    | 15. prosinec 1794 |
| Kontradmirál Robert Mann                                                                       | 8. červenec 1795  | 27. září 1795     |
| Viceadmirál Robert Linzee                                                                      | Říjen 1795        | Listopad 1795     |
| Admirál sir John Jervis                                                                        | 3. prosinec 1795  | 30. březen 1797   |
| Viceadmirál Horatio Nelson                                                                     | 8. květen 1803    | 21. říjen 1805    |
| Admirál sir James Saumarez                                                                     | 18. březen 1808   | 9. prosinec 1808  |
| Admirál sir Graham Moore                                                                       | Prosinec 1808     | 23. leden 1809    |
| Admirál sir James Saumarez                                                                     | 8. duben 1809     | Prosinec 1809     |
| Admirál sir James Saumarez                                                                     | 11. březen 1810   | 3. prosinec 1810  |
| Kontradmirál sir Joseph Sydney Yorke                                                           | Prosinec 1810     | Březen 1811       |
| Admirál sir James Saumarez                                                                     | 2. duben 1811     | 25. prosinec 1811 |
| Admirál sir James Saumarez                                                                     | 14. duben 1812    | 15. říjen 1812    |
| Vyřazena do zálohy (In Ordinary - mimo provoz)                                                 | 18. prosinec 1812 | 31. leden 1824    |
| Komisař sir Michael Seymour                                                                    | 1824              | 1824              |
| Admirál sir Robert Stopford                                                                    | 30. duben 1827    | 21. říjen 1831    |
| Vlajková loď admirála přístavu (Port Admiral)                                                  |                   |                   |
| Kontradmirál sir Frederick Lewis Maitland                                                      | 1832              | 1832              |
| Kontradmirál Duncombe Pleydell-Bouverie                                                        | 1837              | 1837              |
| Kontradmirál Hyde Parker                                                                       | 1842              | 1842              |
| Admirál sir Charles Ogle                                                                       | 20. březen 1848   | 19. prosinec 1848 |
| Admirál sir Thomas Capel                                                                       | 20. prosinec 1848 | 19. prosinec 1851 |
| Admirál sir Thomas Briggs                                                                      | 20. prosinec 1851 | 19. březen 1853   |
| Viceadmirál sir Thomas Cochrane                                                                | 20. březen 1854   | 19. březen 1856   |
| Viceadmirál sir George Francis Seymour                                                         | 20. březen 1856   | 19. březen 1859   |
| Admirál sir William Bowles                                                                     | 20. březen 1859   | 19. březen 1860   |
| Viceadmirál sir Henry Bruce                                                                    | 20. březen 1860   | 19 December 1864  |
| Viceadmirál sir Michael Seymour                                                                | 20 December 1864  | 19. březen 1866   |
| Viceadmirál sir Thomas Pasley                                                                  | 20. březen 1866   | 20. březen 1869   |
| Převoz pro HMS Duke of Wellington                                                              | 20. prosinec 1869 | 1. září 1891      |
| Admirál Richard Meade, 4. hrabě z Clanwilliamu                                                 | 1. srpen 1891     | 17. září 1894     |
| Admirál sir Nowell Salmon                                                                      | 18. září 1894     | 31. srpen 1897    |
| Admirál sir Michael Culme-Seymour                                                              | 1. září 1897      | 17. září 1900     |
| Admirál sir Charles Hotham                                                                     | 18. září 1900     | 30. září 1903     |
| Admirál sir John Arbuthnot Fisher                                                              | 1. říjen 1903     | 18. březen 1904   |
| Vlajka admirála přístavu (Port Admiral) přesunuta na HMS Hercules a 1. února 1905 na Firequeen |                   |                   |
| Admirál sir Archibald Douglas                                                                  | 18. březen 1905   | 1. březen 1907    |
| Admirál sir Day Bosanquet                                                                      | 2. březen 1907    | 17. březen 1908   |
| Admirál sir Arthur Fanshawe                                                                    | 18. březen 1908   | 30. duben 1910    |
| Admirál sir Assheton Curzon-Howe                                                               | 1. květen 1910    | 17. březen 1911   |
| Admirál sir Arthur Moore                                                                       | 18. březen 1911   | 31. červenec 1912 |
| Admirál flotily sir Hedworth Meux                                                              | 1. srpen 1912     | 17. únor 1916     |
| Admirál čestný sir Stanley Colville                                                            | 18. únor 1916     | 17. duben 1919    |
| Admirál sir Cecil Burney                                                                       | 18. duben 1919    | 17. červen 1920   |
| Admirál čestný sir Somerset Gough-Calthorpe                                                    | 18. červen 1920   | 31. květen 1923   |
| Admirál sir Sydney Fremantle                                                                   | 1. červen 1923    | 1. duben 1926     |
| Admirál sir Osmond Brock                                                                       | 18. květen 1926   | 30. duben 1929    |
| Admirál flotily sir Roger Keyes                                                                | 1. květen 1929    | 17. červen 1931   |
| Admirál sir Arthur Waistell                                                                    | 18. červen 1931   | 17. únor 1934     |
| Admirál flotily sir John Kelly                                                                 | 18. únor 1931     | 31. srpen 1936    |
| Admirál flotily William Henry Dudley Boyle                                                     | 18. srpen 1937    | 30. červen 1939   |
| Admirál sir William James                                                                      | 1. červenec 1939  | 30. září 1942     |
| Admirál sir Charles Little                                                                     | 1. říjen 1942     | 28. září 1945     |
| Admirál sir Geoffrey Layton                                                                    | 29. září 1945     | 29. červen 1947   |
| Admirál Bruce Fraser                                                                           | 30. červen 1947   | 18. duben 1949    |
| Admirál flotily sir Algernon Willis                                                            | 19. duben 1949    | 17. říjen 1950    |
| Admirál flotily sir Arthur Power                                                               | 18. říjen 1950    | 17. říjen 1952    |
| Admirál sir John Edelsten                                                                      | 18. říjen 1952    | 17. říjen 1954    |
| Admirál flotily sir George Creasy                                                              | 18. říjen 1954    | 17. červenec 1957 |
| Admirál sir Guy Grantham                                                                       | 18. červenec 1957 | 17. červenec 1959 |
| Admirál sir Manley Power                                                                       | 18. červenec 1959 | 17. leden 1962    |
| Admirál sir Alexander Bingley                                                                  | 18. leden 1962    | 17. leden 1963    |
| Admirál sir Wilfrid Woods                                                                      | 18. leden 1963    | 9. září 1965      |
| Admirál sir Varyl Begg                                                                         | 10. září 1965     | 9. červen 1966    |
| Admirál sir Frank Hopkins                                                                      | 10. červen 1966   | 30. říjen 1967    |
| Admirál sir John Frewen                                                                        | 31. říjen 1967    | 27. únor 1970     |
| Admirál sir Horace Law                                                                         | 28. únor 1970     | 28. únor 1972     |
| Admirál sir Andrew Lewis                                                                       | 29. únor 1972     | 29. červen 1974   |
| Admirál sir Derek Empson                                                                       | 30. červen 1974   | 30. říjen 1975    |
| Admirál sir Terence Lewin                                                                      | 31. říjen 1975    | 30. říjen 1976    |
| Admirál sir David Williams                                                                     | 31. říjen 1976    | 30. říjen 1978    |
| Admirál sir Richard Clayton                                                                    | 31. říjen 1978    | 30. červen 1981   |
| Admirál sir James Eberle                                                                       | 1. červenec 1981  | 31. prosinec 1983 |
| Admirál sir Desmond Cassidi                                                                    | 1. leden 1983     | 30. říjen 1984    |
| Admirál sir Peter Stanford                                                                     | 31. říjen 1984    | 30. říjen 1987    |
| Admirál sir John „Sandy“ Woodward                                                              | 31. říjen 1987    | 30. říjen 1989    |
| Admirál sir Jeremy Black                                                                       | 31. říjen 1989    | 30. březen 1991   |
| Admirál sir John Kerr                                                                          | 31. březen 1991   | 30. březen 1993   |
| Admirál sir Michael Layard                                                                     | 31. březen 1993   | 30. březen 1994   |
| Admirál sir Michael Boyce                                                                      | 31. březen 1994   | 30. březen 1997   |
| Admirál sir John Brigstocke                                                                    | 31. březen 1997   | 18. leden 2000    |
| Viceadmirál sir Peter Spencer                                                                  | 19. leden 2000    | 28. leden 2003    |
| Viceadmirál sir James Burnell-Nugent                                                           | 29. leden 2003    | 25. říjen 2005    |
| Viceadmirál sir Adrian Johns                                                                   | 25. říjen 2005    | 15. červenec 2008 |
| Viceadmirál sir Alan Massey                                                                    | 15. červenec 2008 | 19. červenec 2010 |
| Viceadmirál sir Charles Montgomery                                                             | 19. červenec 2010 | 9. říjen 2012     |
| Admirál sir Mark Stanhope                                                                      | 9. říjen 2012     | 9. duben 2013     |
| Admirál sir George Zambellas                                                                   | 9. duben 2013     | 8. duben 2016     |
| Admirál sir Philip Jones                                                                       | 8. duben 2016     | 19. červen 2019   |
| Admirál sir Tony Radakin                                                                       | 19. červen 2019   | 8. listopad 2021  |
| Admirál sir Ben Key                                                                            | 8. listopad 2021  | Současnost        |